# Josef Redtenbacher (chimiste)
Pour les articles homonymes, voir Josef Redtenbacher.
Josef Redtenbacher né le 13 mars 1810 à Kirchdorf an der Krems, en Haute-Autriche et mort le 5 mars 1870  est un chimiste autrichien. Il est le grand-père d'Erna Redtenbacher, née en 1888, connue pour ses traductions en allemand des romans de Colette.
En optique, la formule de Redtenbacher est une relation entre l'indice de réfraction d'un matériau et la longueur d'onde pour un milieu transparent.

## Formule de Redtenbacher
La forme de cette équation est :
{\displaystyle {\frac {1}{n^{2}}}=a+b{\frac {n^{2}}{\lambda ^{2}}}+c{\frac {n^{4}}{\lambda ^{4}}}+d{\frac {\lambda ^{2}}{n^{2}}}}